# Lares (Puerto Rico)
Lares es un pueblo y municipio del Estado Libre Asociado de Puerto Rico. Comúnmente llamada como la Ciudad del Grito, Lares es conocida en Puerto Rico por ser el lugar donde se realizó el Grito de Lares de 1868, la primera de dos revueltas contra el dominio español en la isla de Puerto Rico. La bandera de la revuelta es reconocida como la primera bandera de Puerto Rico. 

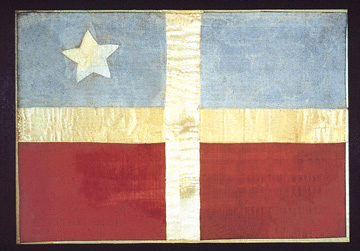
Una de dos banderas históricas del Grito de Lares.

## Demografía
De acuerdo al censo del 2010 su población es de 30,753 habitantes.

## Barrios
A continuación se incluyen los barrios en el municipio de Lares:

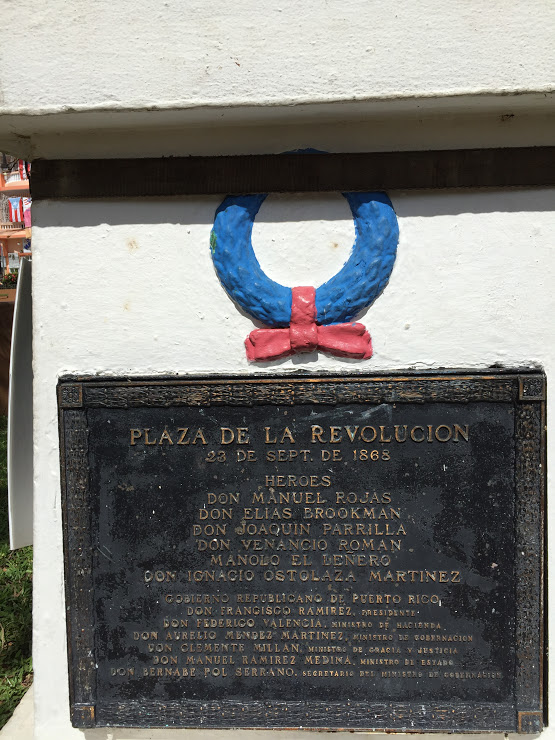
Placa en la Plaza de la revolución en Lares, Puerto Rico

- Bartolo
- Buenos Aires
- Callejones
- Espino
- Lares
- Lares Pueblo
- La Torre
- Mirasol
- Pezuela
- Piletas
- Pueblo
- Río Prieto